# Silhouettella betalfa
Espèce
Silhouettella betalfa est une espèce d'araignées aranéomorphes de la famille des Oonopidae.

## Distribution
Cette espèce est endémique d'Israël.

## Description
Le mâle holotype mesure 1,57 mm et la femelle paratype 1,71 mm.

## Étymologie
Cette espèce est nommée en référence au lieu de sa découverte, Bet Alfa.

## Publication originale
- Saaristo, 2007 : The oonopid spiders (Aranei: Oonopidae) of Israel. Arthropoda Selecta, vol. 15, no 2, p. 119-140 (texte intégral).